# Владиславлев, Владимир Иванович
Владимир Иванович Владиславлев (1923—2008) — советский хозяйственный, государственный и политический деятель.

## Биография
Родился в 1923 году в Москве. Член КПСС.
Участник Великой Отечественной войны, метеоролог-наблюдатель 783 батальона аэродромного обслуживания. С 1942 года — на хозяйственной, общественной и политической работе. В 1942—1983 гг. — студент МВТУ имени Баумана, инженер, заместитель начальника цеха, студент энергетической академии Министерства электростанций СССР, начальник цеха, директор Первого Московского завода радиодеталей.
За разработку, изготовление и внедрение серии автоматизированных линий для производства постоянных непроволочных, углеродистых резисторов с осевыми выводами был в составе коллектива удостоен Государственной премии СССР в области техники 1969 года.
Умер в Москве в 2008 году.